# Pia Rijsdijk
Pia Rijsdijk (Róterdam, Holanda Meridional, Países Bajos, 25 de marzo de 1992) es una futbolista neerlandesa. Juega como delantera y actualmente milita en el Feyenoord de Róterdam de la Eredivisie de Países Bajos.

## Trayectoria
Rijsdijk debutó en la Eredivisie en las filas del ADO Den Haag, durante la temporada 2010-11. En el verano de 2011 se mudó a los Estados Unidos para estudiar en la Universidad de Alabama, en Tuscaloosa; ahí jugó en el equipo universitario, el Alabama Crimson Tide, hasta 2014. En la temporada 2015-16 volvió al ADO Den Haag, donde ganó la Copa de los Países Bajos. El 24 de agosto de 2017, fichó por el MSV Duisburgo de la Bundesliga alemana, donde jugó 18 partidos marcando un gol.
Después de otra temporada en el ADO Den Haag, coronada con 17 goles en 22 partidos, Rijsdijk volvió a Alemania para jugar en el SC Sand. En 2020 fue transferida al Arna-Bjørnar FK noruego (14 presencias y 3 goles). En noviembre del mismo año, fue adquirida por el Napoli Femminile de la Serie A italiana. En mayo de 2021 volvió a su ciudad natal para militar en las filas del Feyenoord de Róterdam.

## Selección nacional
Ha sido internacional con la Selección sub-19 de los Países Bajos, en la que ha jugado en 13 ocasiones marcando 8 goles.

## Clubes
| Club                  | País           | Año         |
| --------------------- | -------------- | ----------- |
| ADO Den Haag          | Países Bajos   | 2010 - 2011 |
| Alabama Crimson Tide  | Estados Unidos | 2011 - 2014 |
| ADO Den Haag          | Países Bajos   | 2015 - 2017 |
| MSV Duisburgo         | Alemania       | 2017 - 2018 |
| ADO Den Haag          | Países Bajos   | 2018 - 2019 |
| SC Sand               | Alemania       | 2019 - 2020 |
| Arna-Bjørnar FK       | Noruega        | 2020        |
| Napoli Femminile      | Italia         | 2020 - 2021 |
| Feyenoord de Róterdam | Países Bajos   | 2021 - Act. |

## Palmarés

### Campeonatos nacionales
| Título                   | Club         | País         | Año         |
| ------------------------ | ------------ | ------------ | ----------- |
| Copa de los Países Bajos | ADO Den Haag | Países Bajos | 2015 - 2016 |